# 稲荷木
稲荷木（とうかぎ）は、千葉県市川市にある地名である。現行行政地名は稲荷木一丁目から稲荷木三丁目。郵便番号は272-0024。旧東葛飾郡稲荷木村。

## 地理
本地域は江戸川に面する。市川市の中でも船橋市にも近く、地区住民が生活する中では、船橋市側の人々との関わりが強い。地域内の多くを住宅地が占める。地区の最寄駅は、JR東日本 都営新宿線の本八幡駅、東京地下鉄（東京メトロ）東西線の原木中山駅である。2018年には地区を縦断するように東京外環自動車道が開通し、京葉道路と接続する京葉ジャンクションが置かれる。

### 地価
住宅地の地価は、2014年（平成26年）1月1日の公示地価によれば、稲荷木1-33-5の地点で21万5000円/m2となっている。

## 歴史

### 地名の由来
「稲を干す木」、稲木から来ている。

### 沿革
- 1889年（明治22年）4月1日 - 稲荷木村ほか各村などが合併し、行徳町となる。
- 1955年（昭和30年）3月31日 - 行徳町が市川市に編入。

## 世帯数と人口
2017年（平成29年）9月30日現在の世帯数と人口は以下の通りである。
| 丁目         | 世帯数    | 人口    |
| ------------ | --------- | ------- |
| 稲荷木一丁目 | 875世帯   | 1,813人 |
| 稲荷木二丁目 | 672世帯   | 1,470人 |
| 稲荷木三丁目 | 704世帯   | 1,493人 |
| 計           | 2,251世帯 | 4,776人 |

## 小・中学校の学区
市立小・中学校に通う場合、学区は以下の通りとなる。
| 丁目         | 番地 | 小学校               | 中学校             |
| ------------ | ---- | -------------------- | ------------------ |
| 稲荷木一丁目 | 全域 | 市川市立稲荷木小学校 | 市川市立第六中学校 |
| 稲荷木二丁目 | 全域 | 市川市立稲荷木小学校 | 市川市立第六中学校 |
| 稲荷木三丁目 | 全域 | 市川市立稲荷木小学校 | 市川市立第六中学校 |

## 交通

### 鉄道
- 東京地下鉄東西線 原木中山駅

### 道路
- 京葉道路（京葉市川インターチェンジ）
- 国道298号
- 千葉県道6号市川浦安線
- 千葉県道179号船橋行徳線